# Vlag van Antwerpen (stad)

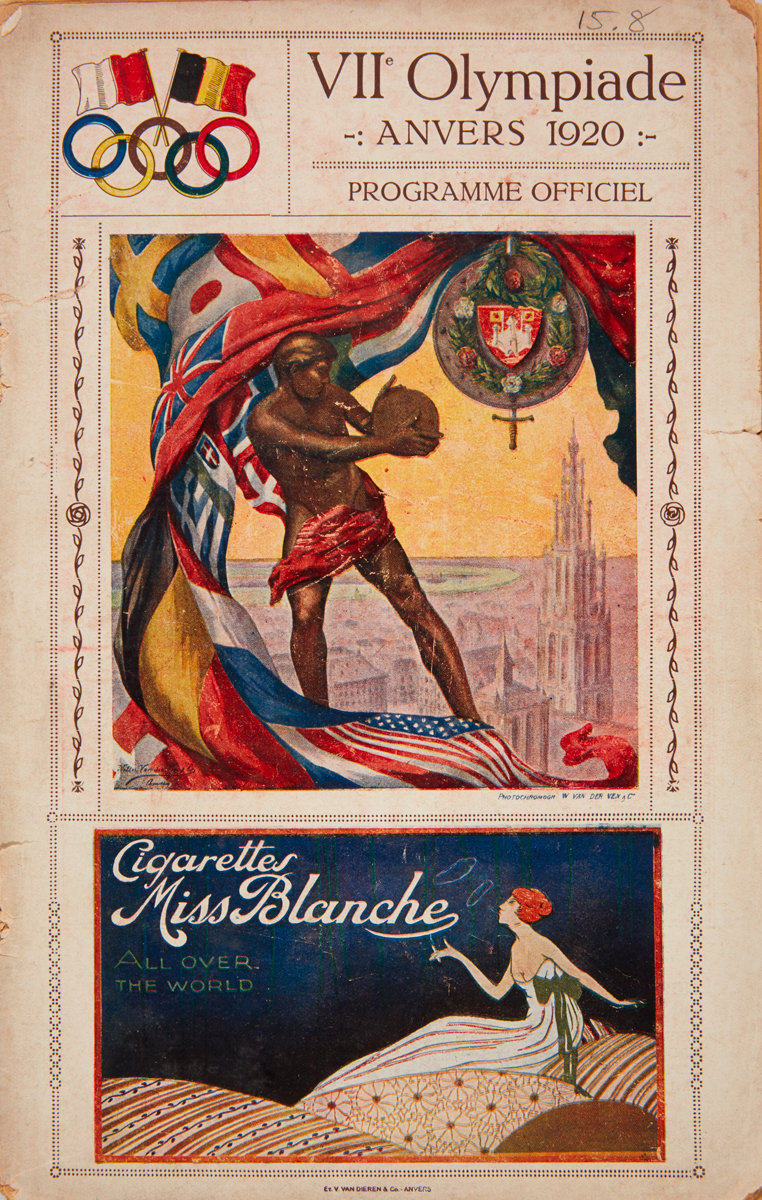
Programma van de Olympische Spelen in Antwerpen, 1920. Linksboven de toenmalige stadsvlag. Verder ook de vlag van België en de olympische ringen, die toen voor het eerst op de vlag van de spelen verschenen.

De vlag van de stad Antwerpen werd door de gemeenteraad op 13 november 1984 officieel vastgesteld. Op 5 maart 1985 werd hij door het besluit bevestigd en uiteindelijk gepubliceerd op 8 juli 1986 in het officiële Belgisch Staatsblad.
De hoogte-breedteverhouding van de vlag is 2:3. Hij is horizontaal verdeeld in rood, wit en rood, met de verhouding 1:3:1. De kleuren van de vlag zijn afkomstig van het gemeentewapen. Vroeger was de vlag een horizontale of verticale tweedeling van rood en wit. Het rood en wit in de provincievlag van Antwerpen verwijst naar de stadskleuren.
Op de stadsvlag wordt het stadswapen van Antwerpen niet getoond, maar er zijn varianten met iets dat lijkt op het wapen. Een dispuut met het Vlaams Belang in 2005 eindigde met de stellingname van de burgemeester, dat een vlag met het officiële, beschermde wapen niet toegestaan werd, maar dat de vlag met een van de zestig gelijkende emblemen niet verboden kon worden.
De stad Antwerpen bestaat uit tien voormalige deelgemeenten die de speciale status van district hebben. Alle 10 districten in de stad Antwerpen hebben een eigen vlag.

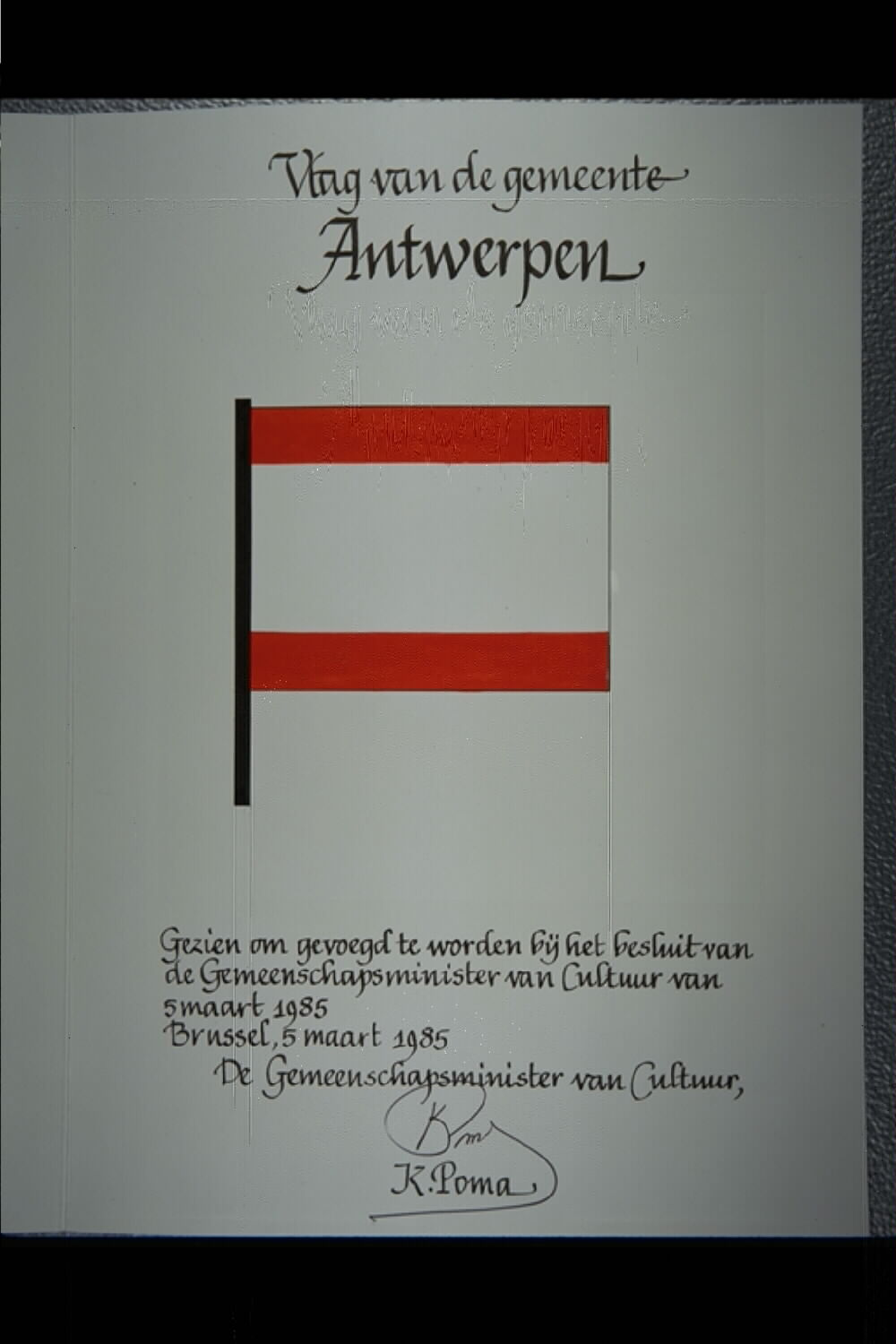
Ontwerp vlag getekend door Karel Poma

## Oude versies

Oude vlag van de stad Antwerpen (verticale versie)
Oude vlag van de stad Antwerpen (horizontale versie)

## Districten
Oorspronkelijk waren de vlaggen van Berchem en Borsbeek al in gebruik als de voormalige gemeentevlag, en werd inmiddels opnieuw in gebruik genomen als districtsvlag.

Vlag van Antwerpen
Vlag van Berchem
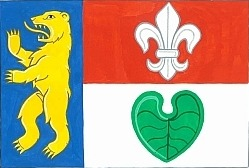
Vlag van Berendrecht-Zandvliet-Lillo
Vlag van Borgerhout
Vlag van Borsbeek
Vlag van Deurne
Vlag van Ekeren
Vlag van Hoboken
Vlag van Merksem
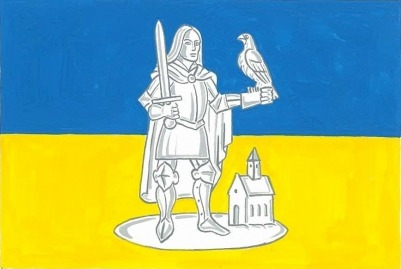
Vlag van Wilrijk